# Werner Herzog Eats His Shoe
Werner Herzog Eats His Shoe (Werner Herzog mangia la sua scarpa) è un breve documentario del 1980 diretto da Les Blank con protagonista il regista tedesco Werner Herzog.
Il film nasce da una scommessa che Herzog fece con l'allora studente di cinema Errol Morris: se questo fosse riuscito a realizzare un film Herzog si sarebbe mangiato una sua scarpa. La scommessa aveva lo scopo di motivare il giovane regista. Quando Morris realizzò il film Gates of Heaven, Herzog accettò di onorare la scommessa pubblicamente, in occasione della cerimonia di presentazione del film all'Università di Berkeley, in California, in modo da fare un po' di pubblicità al film, che non aveva ancora un distributore.
Il breve documentario riporta i preparativi per la "cena" (la scarpa viene bollita per cinque ore con aglio, cipolle e peperoncino), e la cerimonia di presentazione del film, in cui Herzog onora la scommessa. Per tutto il tempo Herzog parla esponendo le sue idee sul cinema e sul mondo.
Le riprese avvennero nell'aprile del 1979 e il film venne proiettato per la prima volta il 12 febbraio 1980 al festival di Berlino.
Les Blank in seguito girò Burden of Dreams, documentario sulle riprese di Fitzcarraldo (1982) di Herzog.
Il film è disponibile in Italia come "contenuto extra" sul DVD della Ripley's Home Video di Kinski, il mio nemico più caro (1999) di Herzog.